# Lester Dorr
Pour les articles homonymes, voir Dorr.
Lester Dorr (8 mai 1893, Boston, Massachusetts – 25 août 1980, Los Angeles, Californie) est un acteur américain.

## Filmographie partielle
- 1931 : Forbidden Adventure (ou Newly Rich) de Norman Taurog
- 1933 : The Death Kiss de Edwin L. Marin
- 1934 : Journal of a Crime de William Keighley
- 1934 : L'Ombre du passé (Registered Nurse) de Robert Florey
- 1934 : Un héros moderne (A Modern Hero) de Georg Wilhelm Pabst
- 1934 : Les Jambes au cou (Going Bye-Bye!) de Charley Rogers
- 1935 : Qui dit mieux ? (Thicker Than Water) de James W. Horne
- 1935 : When a Man's a Man de Edward F. Cline
- 1935 : Code of the Mounted de Sam Newfield
- 1936 : L'Homme nu (Love on a Bet) de Leigh Jason
- 1936 : Reefer Madness de Louis Gasnier
- 1936 : The Border Patrolman de David Howard
- 1937 : Le Petit Bagarreur (Hoosier Schoolboy) de William Nigh
- 1937 : Criminels de l'air (Criminals of the air) de Charles C. Coleman
- 1938 : Monsieur Moto sur le ring (Mr. Moto's Gamble) de James Tinling
- 1938 : Un cheval sur les bras (Straight, Place and Show) de David Butler
- 1938 : Mr. Wong, Detective de William Nigh
- 1939 : Avocat mondain (Society Lawyer), de Edwin L. Marin
- 1939 : The Day the Bookies Wept de Leslie Goodwins
- 1940 : Le Fantôme du cirque (The Shadow) de James W. Horne
- 1940 : Mexican Spitfire Out West de Leslie Goodwins
- 1941 : Évitons le scandale ! (Design for Scandal) de Norman Taurog
- 1941 : Une épouse modèle (Model Wife) de Leigh Jason
- 1942 : Blue, White and Perfect de Herbert I. Leeds
- 1943 : Dixie Dugan de Otto Brower
- 1944 : Enemy of Women de Alfred Zeisler
- 1945 : Le Prix du bonheur  (You Came Along) de John Farrow
- 1947 : Ils étaient quatre frères (Blaze of Noon) de John Farrow
- 1949 : Un Yankee à la cour du roi Arthur (A Connecticut Yankee in King Arthur's Court) de Tay Garnett
- 1949 : Le passé se venge (The Crooked Way) de Robert Florey
- 1950 : Sables mouvants (Quicksand) de Irving Pichel
- 1952 : Les Rivaux du rail (Denver and Rio Grande) de Byron Haskin
- 1954 : Killers from Space de W. Lee Wilder
- 1955 : Sept Hommes en colère (Seven Angry Men)

## Télévision
- 1960 Au nom de la loi  saison 2 épisode 27 (Le paria) : Will Grey